# Holothrix squamata
Holothrix squamata là một loài thực vật có hoa trong họ Lan. Loài này được (Hochst. ex A.Rich.) Rchb.f. mô tả khoa học đầu tiên năm 1881.